# Artemis 2
Artemis 2 (oficial Artemis II) este a doua misiune programată a programului Artemis al NASA și prima misiune programată cu echipaj a navei spațiale Orion a NASA, planificată să fie lansată de Space Launch System (SLS) în septembrie 2025.
Nava spațială Orion cu echipaj va efectua un test de zbor lunar și va reveni pe Pământ.  Aceasta este planificată să fie prima navă spațială cu echipaj care călătorește dincolo de orbita joasă a Pământului de la Apollo 17 în 1972. Cunoscută anterior sub numele de Exploration Mission-2 (EM-2), misiunea a fost redenumită după introducerea programului Artemis.

## Planul misiunii
Obiectivul misiunii Artemis 2 este de a trimite patru astronauți în prima navă spațială Orion MPCV cu echipaj într-un zbor lunar timp de până la 21 de zile, folosind varianta Block 1 a Space Launch System. Profilul misiunii este o injecție lunară multi-trans (MTLI) sau lansare multi-start și include o traiectorie de întoarcere liberă de pe Lună. Nava spațială Orion va fi trimisă pe o orbită înaltă a Pământului, cu o perioadă de aproximativ 42 de ore.  În acest timp, echipajul va efectua diverse verificări ale sistemelor de susținere a vieții navei spațiale, precum și o demonstrație de întâlnire în spațiu și operațiuni de proximitate, folosind ca țintă Interim Cryogenic Propulsion Stage (ICPS). Când Orion ajunge din nou la perigeu, își va porni motorul principal pentru a finaliza manevra TLI care îl va trimite pe o traiectorie de întoarcere liberă lunară, înainte de a se întoarce pe Pământ.